# DeepDream

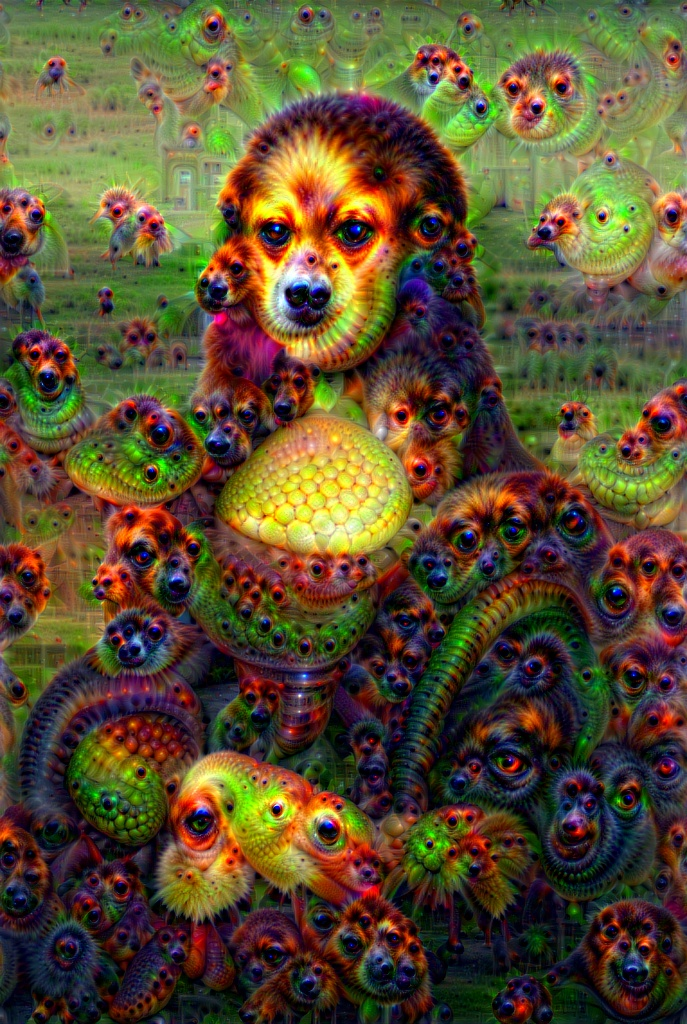
Imagem da Mona Lisa com efeito DeepDream, criado usando uma rede VGG16 treinada com o ImageNet

DeepDream é um programa de visão computacional criado pelo engenheiro do Google, Alexander Mordvintsev, que usa uma rede neural convolucional para encontrar e enfatizar padrões em imagens por meio de uma "pareidolia" algorítimica, criando uma aparência de sonho que lembra os efeitos visuais de uma experiência psicodélica nas imagens resultantes.
O programa popularizou o termo deep dreaming(sonhar profundamente, em inglês) para se referir a geração de imagens que produz a "ativação neuronal" desejada em uma rede neural profunda, e o termo agora se refere a um conjunto de abordagens semelhantes.

## História
O programa DeepDream, originado em uma rede neural convolucional apelidada de "Inception" em homenagem ao filme de mesmo nome(lançado no Brasil como A Origem), foi desenvolvido para um desafio de visão computacional do projeto ImageNet ImageNet Large Scale Visual Recognition Challenge(ILSVRC) em 2014 e lançado oficialmente em julho de 2015.
A ideia de "sonhos" em uma rede neural se tornou popular em 2015 graças ao projeto DeepDream.  A ideia já era discutida nos primórdios das redes neurais artificiais, e métodos semelhantes haviam sido usados para renderizar texturas visuais.
Ideias semelhantes de visualização já vinham sendo estudadas por pesquisadores antes da criação do programa do Google.
Quando o Google publicou seus métodos e tornou o código do projeto open-source, surgiram no mercado várias ferramentas na forma de páginas web, aplicações mobile e programas de desktop que permitem os usuários aplicarem o processo em suas próprias imagens.

## Processo
O software foi desenvolvido para detectar rostos e outros padrões em imagens, com o objetivo de classificar imagens de forma automática. No entanto, foi observado que a rede também consegui rodar em reverso, sendo instruída para ajustar uma imagem original para que o "neurônio" de "saída" (por exemplo, o que foi programado para faces ou animais) tenha um score de confiança maior. Isso geralmente é feito para entender melhor a estrutura da rede neural, e é o conceito base do DeepDream. No entanto, esse procedimento "reverso" nunca consegue ser totalmente claro e perfeito, porque utiliza um mapeamento 1 para N (1 para muitos). Após um número suficiente de iterações, até mesmo imagens que inicialmente não apresentam nenhum dos padrões buscados estarão tão ajustadas que resultam em uma pareidolia, gerando imagens psicodélicas e surreais de forma algorítimica.
Uma imagem sem cachorros, por exemplo, pode ser alterada para ficar levemente mais "parecida com cachorros", e a imagem resultante pode novamente ser inserida como input no processo. Isso ocorre de forma semelhante ao que o cérebro humano faz quando uma pessoa procura formas nas nuvens.
A aplicação do método do gradiente de forma independente para cada pixel da imagem produz imagens nas quais
pixels adjacentes(vizinhos) tem pouca relação entre si, fazendo com que a imagem tenha muita informação de alta frequência.
As imagens geradas podem ainda ser melhoradas com regularizadores matemáticos que dão preferência a
imagens com características naturais (sem preferência por imagens específicas).
A alta semelhança dos resultados com os efeitos visuais produzidos por LSD e psilocibina sugere que há um semelhança funcional entre redes neurais artificiais e algumas camadas córtex visual do cérebro humano.
As analogias e semelhanças de redes neurais como o DeepDream com processos neurológicos oferece uma fonte de estudos sobre processos cerebrais e a formação da consciência. Certas substâncias alucinógenas como DMT e mescalina alteram a funcionalidade do sistma serotonérgico que está presente entre as camadas do córtex visual. As redes neurais são treinadas com vetores de de input e alteradas por variações internas durante o processo de treinamento. As modificações internas e nos inputs são análogas ao processamento de sinais exógenos e endógenos, respectivamente, no cérebro humano. Quando os fluxos internos são alterados em redes neurais, a interpretação das imagens formadas reflete essas mudanças. Essa manipulação específica mostra como mecanismos cerebrais internos são análogos às camadas internas de redes neurais computacionais. As alterações no nível de "ruído interno" representa como os alucinógenos omitem informação sensorial externa, fazendo com que conceitos preexistentes na memória visual influenciem muito mais a percepção visual.

## Aplicações

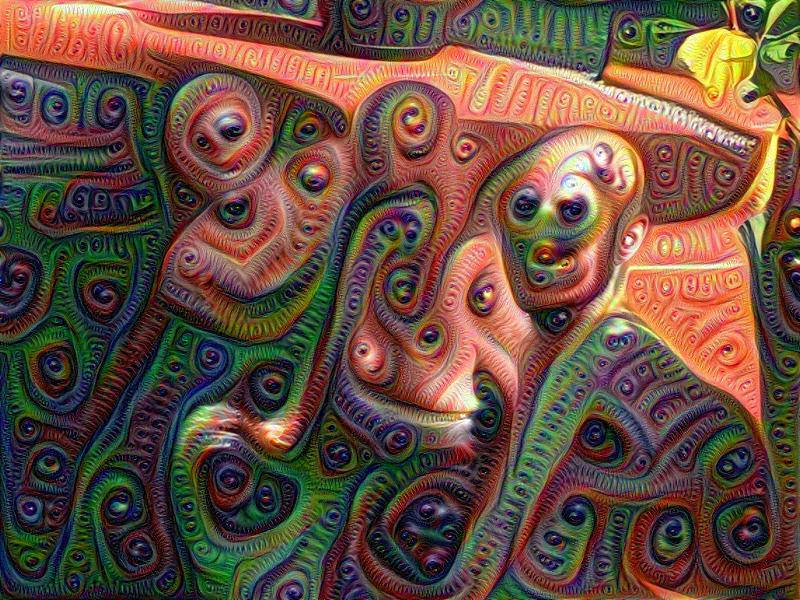
Uma imagem de três homens em uma piscina, após ser repetidamente processada repetidamente pelo DeepDream

O conceito pode ser aplicado em "neurônios" artificiais internos, ao invés dos externos,
permitindo análises estruturais de várias partesda rede.
Também permite a otimização de inputs para um único neurônio (maximização de atividade) ou para uma camada inteira de neurônios.
Embora o conceito seja majoritariamente usado para estudar o funcionamento de redes neurais ou produzir arte digital, pesquisas sugerem que adicionar inputs "sonhados" aos dados de treinamento pode melhorar os tempos de treinamento para abstrações em computação.
O modelo DeepDream também tem se mostrado útil para o campo de história da arte.
DeepDream foi usado pela banda Foster the People para o vídeo da música "Doing It for the Money".

### Relação com estados psicodélicos
Em 2017, um grupo de pesquisa da Universidade de Sussex criou uma Máquina de Alucinação, aplicando o algoritmo do DeepDream em vídeos panorâmicos pré-gravados, permitindo ao usuário explorar ambientes de realidade virtual que simulavam a esperiência de substâncias psicodélicas e/ou condições psicopatológicas.  Esse experimento conseguiu demonstrar que as experiências induzidas pelos vídeos gerados por DeepDream eram significativamente diferentes daquelas dos vídeos de controle("não-alucinógenos"), com semelhanças fenomenológicas (e não apenas visuais) aos estados farmacologicamente induzidos (com a adimnistração de psilocibina).
Em 2021, um estudo publicado no jornal científico Entropy mostrou mais uma vez a similaridade do DeepDream e experiências psicodélicas biológicas com evidências neuroscientíficas. Os pesquisadores gravaram (eletroencefalogramas) de participantes humanos enquanto estes assistiam um vídeo na versão normal e na versão gerada por DeepDream. Foi observado que o vídeo de DeepDream engatilhou uma altíssima entropia informacional no sinal do eletroencefalograma e um nível altíssimo de conectividade funcional entre diferentes regiões do cérebro, ambos biomarcadores clássicos do efeito de drogas psicodélicas.
Em 2022, cientistas da the Universidade de Trento "mediram a flexibilidade congnitiva e a criatividade dos participantes após a exposição a vídeos panorâmicos de realidade virtual e suas versões de "simulação alucinógena" geradas pelo DeepDream (...) após a exposição à simulação psicodélica, indivíduos exibiram (...) uma contribuição acentuada dos processos cerebrais automáticos e dinâmicas caóticas que baseiam a tomada de decisão, possivelmente devido a uma reorganização da dinâmica congnitiva que facilita a exploração de estratégias de decisão incomuns e inibe processos de escolha automáticos."